# Mutua Madrid Open 2018
Mutua Madrid Open 2018 byl společný tenisový turnaj mužského okruhu ATP World Tour a ženského okruhu WTA Tour, hraný v parku Manzanares na otevřených antukových dvorcích. Konal se mezi 5. až 13. květnem 2018 ve španělské metropoli Madridu jako sedmnáctý ročník mužského a desátý ročník ženského turnaje.
Mužská polovina se po grandslamu a ATP Finals řadila do třetí nejvyšší kategorie okruhu ATP World Tour Masters 1000. Její dotace činila 7 190 930 eur. Ženská část, s rozpočtem 6 685 828 eur, byla také součástí třetí nejvyšší úrovně okruhu WTA Premier Mandatory.
Nejvýše nasazenými hráči v soutěžích dvouher se stali světové jedničky a obhájci titulu, Španěl Rafael Nadal a Rumunka Simona Halepová. Jako poslední přímí účastníci do dvouher nastoupili francouzský 59. hráč pořadí Julien Benneteau a 56. žena klasifikace Zarina Dijasová z Kazachstánu.
Osmý singlový titul na okruhu ATP Tour a třetí ze série Masters si odvezl 21letý Němec Alexander Zverev, který soutěží prošel bez ztráty setu i podání, když jedinou hozbu brejkbolu odvrátil ve třetím kole proti Leonardu Mayerovi. Šňůru neporazitelnosti navýšil na devět utkání a osmnáct setů. Mužskou čtyřhru ovládl chorvatsko-rakouský pár Nikola Mektić a Alexander Peya, který získal druhou společnou trofej a premiérovou v sérii Masters.
Dvacátou čtvrtou trofej na okruhu WTA Tour vybojovala česká světová desítka Petra Kvitová, která po pražském triumfu vyhrála jedenáctý zápas v rozpětí třinácti dní. Stala se tak první trojnásobnou šampionkou Madrid Open a posunula se na 8. místo žebříčku.  Šestou společnou trofej ze čtyřher kategorie Premier Mandatory si odvezl ruský pár světových dvojek Jekatěrina Makarovová a Jelena Vesninová, které se přiblížily první v pořadí Latische Chanové na 230 bodů.
Čtvrtfinálové vyřazení Rafaela Nadala znamenalo, že se po turnaji staronovou světovou jedničkou stal Roger Federer, který se rozhodl celou antukovou část sezóny vynechat.

## Rozdělení bodů a finančních odměn

### Rozdělení bodů
| Soutěž       | vítězové | finalisté | semifinalisté | čtvrtfinalisté | 16 v kole | 32 v kole | 64 v kole | Q  | Q2 | Q1 |
| ------------ | -------- | --------- | ------------- | -------------- | --------- | --------- | --------- | -- | -- | -- |
| dvouhra mužů | 1000     | 600       | 360           | 180            | 90        | 45        | 10        | 25 | 16 | 0  |
| čtyřhra mužů | 1000     | 600       | 360           | 180            | 90        | 0         | —         | —  | —  | —  |
| dvouhra žen  | 1000     | 650       | 390           | 215            | 120       | 65        | 10        | 30 | 20 | 2  |
| čtyřhra žen  | 1000     | 650       | 390           | 215            | 120       | 10        | —         | —  | —  | —  |

### Finanční odměny
| Soutěž                                | vítězové   | finalisté | semifinalisté | čtvrtfinalisté | 16 v kole | 32 v kole | 64 v kole | Q2     | Q1     |
| ------------------------------------- | ---------- | --------- | ------------- | -------------- | --------- | --------- | --------- | ------ | ------ |
| dvouhra mužů                          | €1 190 490 | €583 725  | €293 780      | €149 390       | €77 575   | €40 900   | €22 080   | €5 090 | €2 595 |
| dvouhra žen                           | €1 190 490 | €583 725  | €293 780      | €149 390       | €77 575   | €36 775   | €17 275   | €4 775 | €2 325 |
| čtyřhra mužů                          | €368 670   | €180 490  | €90 540       | €46 470        | €24 020   | €12 670   | —         | —      | —      |
| čtyřhra žen                           | €368 670   | €180 490  | €90 540       | €46 470        | €23 500   | €12 100   | —         | —      | —      |
| částky ve čtyřhře jsou uvedeny na pár |            |           |               |                |           |           |           |        |        |

## Dvouhra mužů

### Nasazení
| Stát                          | Hráč                  | ATP | Nasazení |
| ----------------------------- | --------------------- | --- | -------- |
| Španělsko                     | Rafael Nadal          | 1.  | 1.       |
| Německo                       | Alexander Zverev      | 3.  | 2.       |
| Bulharsko                     | Grigor Dimitrov       | 4.  | 3.       |
| Argentina                     | Juan Martín del Potro | 6.  | 4.       |
| Rakousko                      | Dominic Thiem         | 7.  | 5.       |
| Jižní Afrika                  | Kevin Anderson        | 8.  | 6.       |
| USA                           | John Isner            | 9.  | 7.       |
| Belgie                        | David Goffin          | 10. | 8.       |
| Španělsko                     | Pablo Carreño Busta   | 11. | 9.       |
| Srbsko                        | Novak Djoković        | 12. | 10.      |
| Španělsko                     | Roberto Bautista Agut | 14. | 11.      |
| USA                           | Jack Sock             | 15. | 12.      |
| Argentina                     | Diego Schwartzman     | 16. | 13.      |
| Česko                         | Tomáš Berdych         | 17. | 14.      |
| Francie                       | Lucas Pouille         | 18. | 15.      |
| Itálie                        | Fabio Fognini         | 19. | 16.      |
| Žebříček ATP k 30. dubnu 2018 |                       |     |          |

### Jiné formy účasti
Následující hráčí obdrželi divokou kartu do hlavní soutěže:
- Pablo Andújar
- Roberto Carballés Baena
- Guillermo García-López
- Stefanos Tsitsipas

Následující hráčí postoupili do hlavní soutěže z kvalifikace:
- Nikoloz Basilašvili
- Marius Copil
- Federico Delbonis
- Jevgenij Donskoj
- Nicolás Kicker
- Michail Kukuškin
- Dušan Lajović

### Odhlášení
Před zahájením turnaje
- Marin Čilić → nahradil jej  Julien Benneteau
- Roger Federer → nahradil jej  Denis Shapovalov
- David Ferrer → nahradil jej  Jan-Lennard Struff
- Filip Krajinović → nahradil jej  Daniil Medveděv
- Nick Kyrgios → nahradil jej  Mischa Zverev
- Gilles Müller → nahradil jej  Paolo Lorenzi
- Andy Murray → nahradil jej  Benoît Paire
- Sam Querrey → nahradil jej  Jared Donaldson
- Andrej Rubljov → nahradil jej  Tennys Sandgren
- Jo-Wilfried Tsonga → nahradil jej  Ryan Harrison
- Stan Wawrinka → nahradil jej  Peter Gojowczyk

## Mužská čtyřhra

### Nasazení
| Stát                                                                                   | Hráč                  | Stát      | Hráč                   | ATP | Nasazení |
| -------------------------------------------------------------------------------------- | --------------------- | --------- | ---------------------- | --- | -------- |
| Polsko                                                                                 | Łukasz Kubot          | Brazílie  | Marcelo Melo           | 3.  | 1.       |
| USA                                                                                    | Bob Bryan             | USA       | Mike Bryan             | 10. | 2.       |
| Finsko                                                                                 | Henri Kontinen        | Austrálie | John Peers             | 15. | 3.       |
| Francie                                                                                | Pierre-Hugues Herbert | Francie   | Nicolas Mahut          | 26. | 4.       |
| Spojené království                                                                     | Jamie Murray          | Brazílie  | Bruno Soares           | 27. | 5.       |
| Kolumbie                                                                               | Juan Sebastián Cabal  | Kolumbie  | Robert Farah           | 36. | 6.       |
| Chorvatsko                                                                             | Ivan Dodig            | USA       | Rajeev Ram             | 37. | 7.       |
| Indie                                                                                  | Rohan Bopanna         | Francie   | Édouard Roger-Vasselin | 44. | 8.       |
| Žebříček ATP k 30. dubnu 2018; číslo je součtem žebříčkového postavení obou členů páru |                       |           |                        |     |          |

### Jiné formy účasti
Následující páry obdržely divokou kartu do hlavní soutěže:
- David Marrero /  Fernando Verdasco
- Florin Mergea /  Daniel Nestor

### Skrečování
- Bob Bryan (poranění kyčle)

## Ženská dvouhra

### Nasazení
| Stát                          | Hráčka                 | WTA | Nasazení |
| ----------------------------- | ---------------------- | --- | -------- |
| Rumunsko                      | Simona Halepová        | 1.  | 1.       |
| Dánsko                        | Caroline Wozniacká     | 2.  | 2.       |
| Španělsko                     | Garbiñe Muguruzaová    | 3.  | 3.       |
| Ukrajina                      | Elina Svitolinová      | 4.  | 4.       |
| Lotyšsko                      | Jeļena Ostapenková     | 5.  | 5.       |
| Česko                         | Karolína Plíšková      | 6.  | 6.       |
| Francie                       | Caroline Garciaová     | 7.  | 7.       |
| USA                           | Venus Williamsová      | 8.  | 8.       |
| USA                           | Sloane Stephensová     | 9.  | 9.       |
| Česko                         | Petra Kvitová          | 10. | 10.      |
| Německo                       | Julia Görgesová        | 12. | 11.      |
| USA                           | Coco Vandewegheová     | 13. | 12.      |
| USA                           | Madison Keysová        | 14. | 13.      |
| Rusko                         | Darja Kasatkinová      | 15. | 14.      |
| Lotyšsko                      | Anastasija Sevastovová | 17. | 15.      |
| Slovensko                     | Magdaléna Rybáriková   | 19. | 16.      |
| Žebříček WTA k 30. dubnu 2018 |                        |     |          |

### Jiné formy účasti

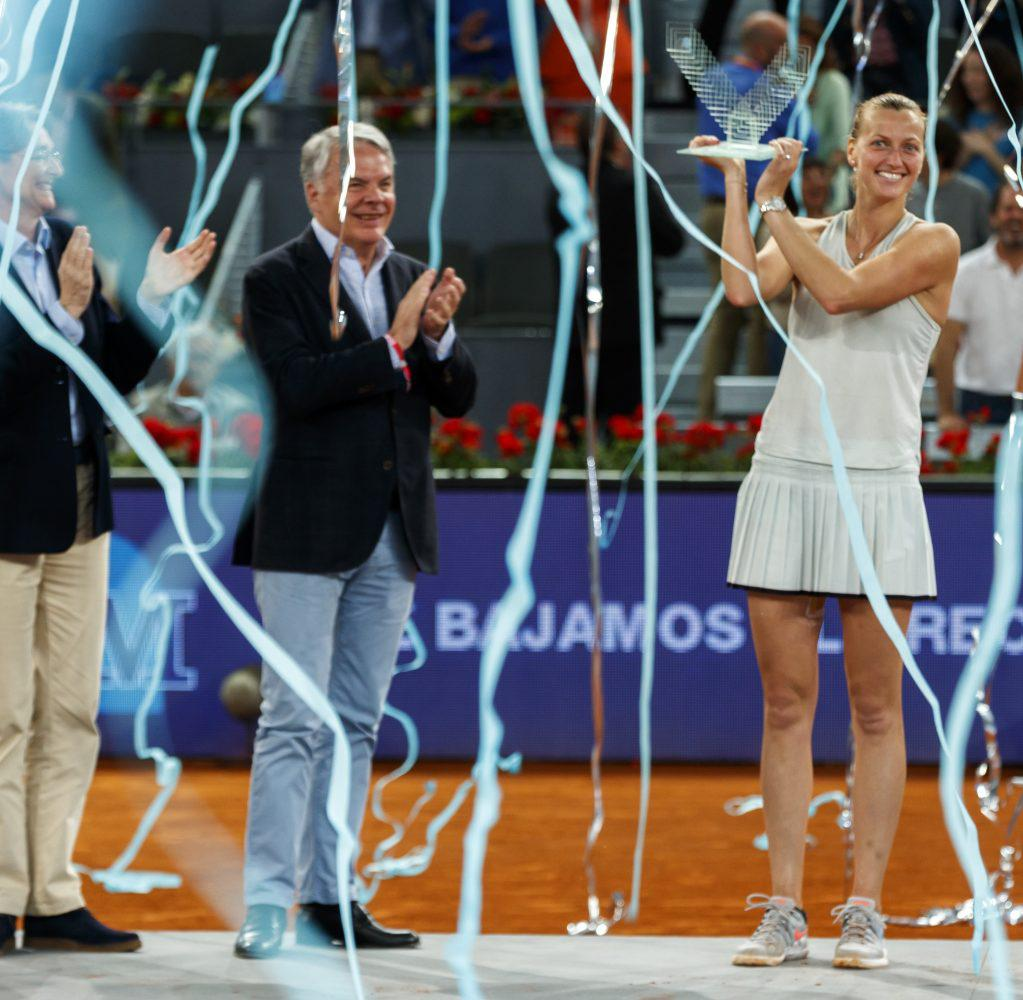
Vítězná Češka Petra Kvitová vybojovala jako první žena třetí singlový titul

Následující hráčky obdržely divokou kartu do hlavní soutěže:
- Lara Arruabarrenová
- Georgina Garcíaová Pérezová
- Marta Kosťuková
- Mónica Puigová
- Sara Sorribesová Tormová

Následující hráčka nastoupila do hlavní soutěže pod žebříčkovou ochranou:
- Viktoria Azarenková

Následující hráčky postoupily z kvalifikace:
- Danielle Collinsová
- Sara Erraniová
- Bernarda Perová
- Kristýna Plíšková
- Aryna Sabalenková
- Anna Karolína Schmiedlová
- Sílvia Solerová Espinosová
- Natalja Vichljancevová

### Odhlášení
Před zahájením turnaje
- Timea Bacsinszká → nahradila ji  Maria Sakkariová
- Catherine Bellisová → nahradila ji  Kateřina Siniaková
- Angelique Kerberová → nahradila ji  Donna Vekićová
- Agnieszka Radwańská → nahradila ji  Aleksandra Krunićová
- Lucie Šafářová → nahradila ji  Alison Van Uytvancková
- Laura Siegemundová → nahradila ji  Zarina Dijasová
- Serena Williamsová → nahradila ji  Wang Čchiang[4]

## Ženská čtyřhra

### Nasazení
| Stát                                                                                    | Hráčka                    | Stát      | Hráčka                         | WTA | Nasazení |
| --------------------------------------------------------------------------------------- | ------------------------- | --------- | ------------------------------ | --- | -------- |
| Rusko                                                                                   | Jekatěrina Makarovová     | Rusko     | Jelena Vesninová               | 4.  | 1.       |
| Česko                                                                                   | Andrea Sestini Hlaváčková | Česko     | Barbora Strýcová               | 17. | 2.       |
| Maďarsko                                                                                | Tímea Babosová            | Francie   | Kristina Mladenovicová         | 19. | 3.       |
| Kanada                                                                                  | Gabriela Dabrowská        | Čína      | Sü I-fan                       | 26. | 4.       |
| Čínská Tchaj-pej                                                                        | Latisha Chan              | USA       | Bethanie Mattek-Sandsová       | 32. | 5.       |
| Česko                                                                                   | Barbora Krejčíková        | Česko     | Kateřina Siniaková             | 34. | 6.       |
| Slovinsko                                                                               | Andreja Klepačová         | Španělsko | María José Martínez Sánchezová | 36. | 7.       |
| Čínská Tchaj-pej                                                                        | Čan Chao-čching           | Čína      | Jang Čao-süan                  | 39. | 8.       |
| Žebříček WTA k 30. dubnu 2018; číslo je součtem žebříčkového postavení obou členek páru |                           |           |                                |     |          |

### Jiné formy účasti
Následující páry obdržely divokou kartu do hlavní soutěže:
- Sorana Cîrsteaová /  Sara Sorribesová Tormová
- Anabel Medinaová Garriguesová /  Arantxa Parraová Santonjaová

Následující páry nastoupily z pozice náhradníka:
- Christina McHaleová /  Pcheng Šuaj
- Anastasija Pavljučenkovová /  Olga Savčuková

### Odhlášení
Před zahájením turnaje
- Kateryna Bondarenková (poranění hlavy)
- Elise Mertensová (gastrointestinální onemocnění)
- Jeļena Ostapenková (břišní poranění)

## Přehled finále

### Mužská dvouhra
- Alexander Zverev vs.  Dominic Thiem, 6–4, 6–4

### Ženská dvouhra
- Petra Kvitová vs.  Kiki Bertensová, 7–6(8–6), 4–6, 6–3

### Mužská čtyřhra
- Nikola Mektić /  Alexander Peya vs.  Bob Bryan /  Mike Bryan, 5–3skreč

### Ženská čtyřhra
- Jekatěrina Makarovová /  Jelena Vesninová vs.  Tímea Babosová /  Kristina Mladenovicová, 2–6, 6–4, [10–8]